# Ove Hoegh-Guldberg
Ove Hoegh-Guldberg (né le 26 septembre 1959 à Sydney, en Australie) est un biologiste et climatologue spécialisé dans les récifs coralliens, en particulier le blanchiment de ces derniers, en raison du réchauffement de la planète et du changement climatique. Il a publié plus de 500 articles de journaux et a été cité plus de 50 000 fois.
Il est le premier directeur du Global Change Institute de l'Université du Queensland. Hoegh-Guldberg est apparu à la télévision, dans deux séries australiennes relatant sa vie et son travail, et à la radio. Au cours de sa carrière, il a été un communicant actif dans son domaine d'expertise, notamment en écrivant un blog et des articles pour The Conversation et d'autres médias.
Hoegh-Guldberg a contribué au rapport spécial du GIEC sur les conséquences d'un réchauffement planétaire de 1,5 °C du 8 octobre 2018 du GIEC, et a été l'un des auteurs principaux du chapitre 3 du rapport.

## Petite enfance et étude
Hoegh-Guldberg est d'origine danoise et est un descendant direct et homonyme d'Ove Høegh-Guldberg, un homme politique de la fin du XVIIIe siècle au Danemark. Dès son plus jeune âge, il souhaitait devenir scientifique. Il a d'abord visité la grande barrière de corail avec son grand-père et sa grand-mère danoise pour collecter des papillons, pour le compte d'un musée danois. Il a obtenu un baccalauréat scientifique (avec mention) de l'Université de Sydney et une bourse d'études à l'Université d'Oxford. Avant d'entamer ses études à Oxford, il a rencontré à Los Angeles le professeur Leonard Muscatine, un expert mondial des coraux. Il a terminé son doctorat à l'Université de Californie à Los Angeles. Sa thèse de doctorat portait sur la physiologie des coraux et de leurs zooxanthelles sous stress thermique.

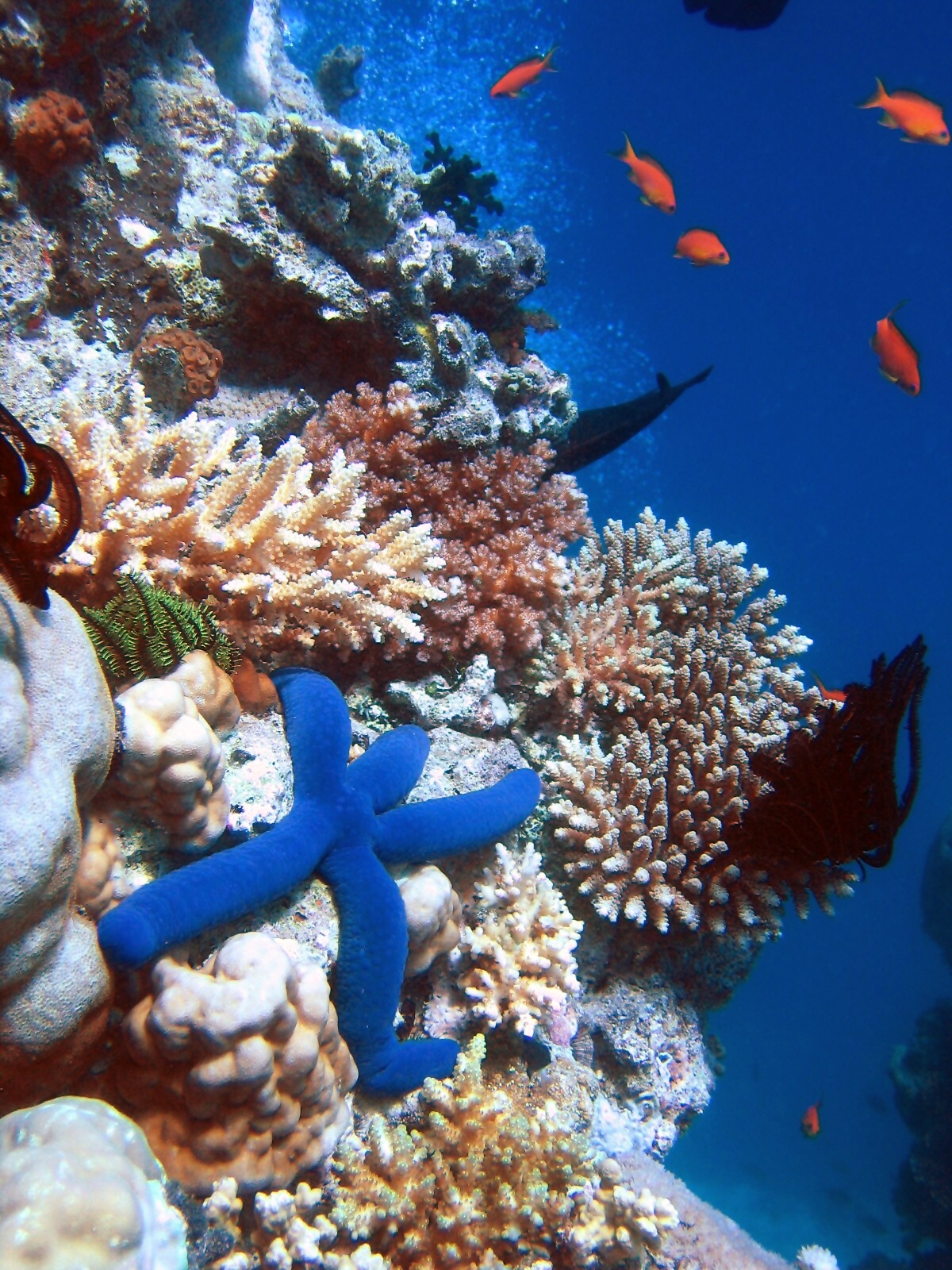
Étoile de mer bleue de Linckia à la grande barrière de corail

## Vie privée

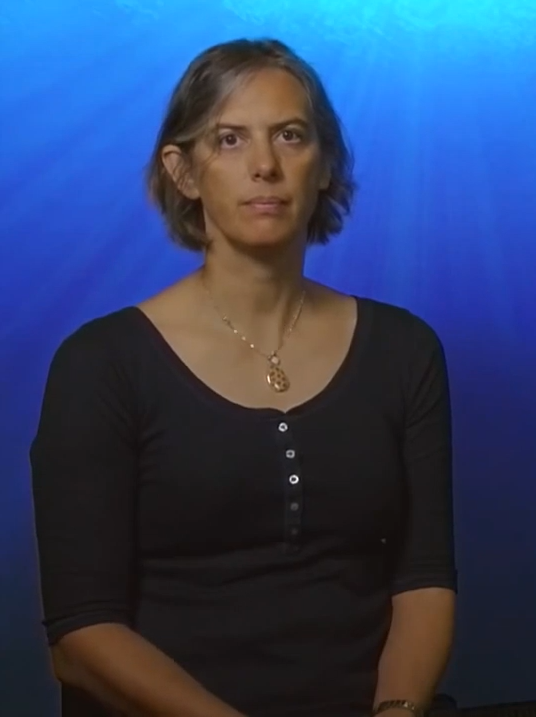
Photographie de Sophie Dove en 2014.

Ove Hoegh-Guldberg est marié à Sophie Dove et a deux enfants, Chris et Fiona. Sophie Dove, qu’il a rencontré en 1983 à Los Angeles, est titulaire d’un diplôme de premier cycle en mathématiques et en philosophie de l’Université d'Édimbourg, d’un doctorat en sciences biologiques de l’Université de Sydney et est actuellement professeure associée à l’Université du Queensland, avec pour spécialité les récifs coralliens et les impacts du changement climatique.
Hoegh-Guldberg a travaillé avec David Attenborough, qui le décrit ainsi: « Il est assez facile d'imaginer la capacité d'autruche de chacun d'entre nous, lorsque nous voyons quelque chose que nous n'aimons, nous nous mettons la tête dans le sable... Et bien Ove, lui, ne fais pas ça. ».

## Postes occupés
- Professeur d'études marines, Université du Queensland
- Directeur, Global Change Institute, Université du Queensland
- Ancien directeur du Centre d'études marines de l'Université du Queensland
- Ancien directeur des stations de recherche Heron Island, Low Isles et Moreton Bay
- Directeur du programme Stanford Australia
- Directeur adjoint, Centre d'excellence ARC pour les études de récifs
- Professeur invité, Université Stanford

## Récompenses
- UCLA Distinguished Scholar Award (1988)
- Prix Robert D. Lasiewski, UCLA (1989)
- Prix d'excellence en enseignement de l'Université de Sydney (1996)
- Le prix Eureka pour la recherche scientifique (1999)
- Médaille du Wesley College (Université de Sydney) (2009)
- Fellow du Premier État du Queensland 2008 (2008-2013) [6]
- Bourse australienne de lauréat (2012) [7]
- Prix international Banksia (2016) [8]